# 阿西法巴德
阿西法巴德（Asifabad），是印度安得拉邦Adilabad县的一个城镇。总人口19334（2001年）。

## 人口
该地2001年总人口19334人，其中男性10062人，女性9272人；0—6岁人口2486人，其中男1300人，女1186人；识字率61.94%，其中男性为70.68%，女性为52.46%。